# Demografia della Serbia

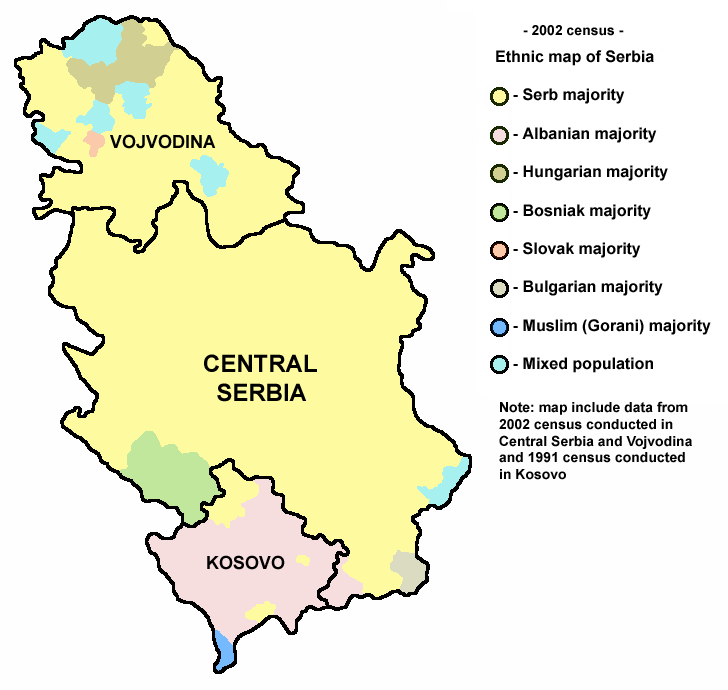
Mappa etnica della Serbia

## Storia demografica
I primi insediamenti di popolazioni slave in territorio serbo risalgono al VI secolo d.C. I nuovi arrivati schiavizzarono le genti precedentemente insediate (come gli Illirici, i Sarmati o i Greci).
Con la dominazione turca si assistette ad un esodo forzato di Serbi dalle regioni meridionali (in particolare dal Kosovo e Methoija) verso i Balcani settentrionali e il Bassopiano Pannonico, in particolare tra il 1690 e il 1763. Alcune stime ipotizzano che solo nel 1690 i Serbi costretti a spostarsi verso nord furono un numero compreso tra gli 80.000 e i 185.000.
Molte delle terre abitate in precedenza da Serbi vennero popolate da Albanesi, che potevano godere dell'appoggio dei Turchi. Con il corso dei secoli la popolazione albanese è divenuta stabilmente la maggioranza nella provincia del Kosovo, mentre calava progressivamente il numero dei Serbi.
La regione a nord di Belgrado, la Voivodina, venne invasa nel X secolo dagli Ungheresi. Nei secoli successivi un discreto numero di Ungheresi si stabilì definitivamente in Vojvodina, benché fino al XIII secolo fosse nettamente dominante la popolazione slava. Nel 1500 i Magiari erano però divenuti la maggior etnia del territorio. Dal 1699 la Vojvodina venne inclusa nel territorio dell'Impero austro-ungarico e questo comportò l'insediamento nella regione di numerose etnie presenti nell'Impero: Cechi, Croati, Romeni, Ruteni, Slovacchi, Tedeschi, e Ucraini.

## Frammentazione etnica e linguistica
La popolazione della Serbia, pur caratterizzata da un chiaro blocco etnico-linguistico nazionale, presenta al suo interno un insieme molto vasto di etnie. I dati forniti in seguito indicano la distribuzione della popolazione in base all'appartenenza ad un gruppo etnico (dati dei censimenti ufficiali del 1991 e del 2002; per il Kosovo una stima del 2000).

## Collegamenti esterni

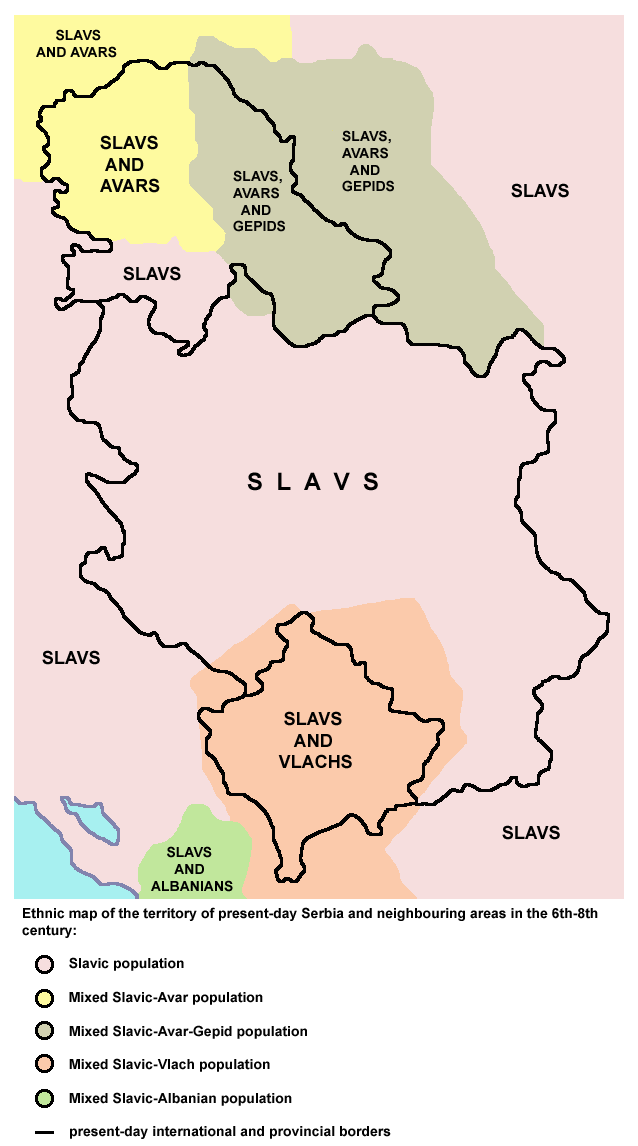
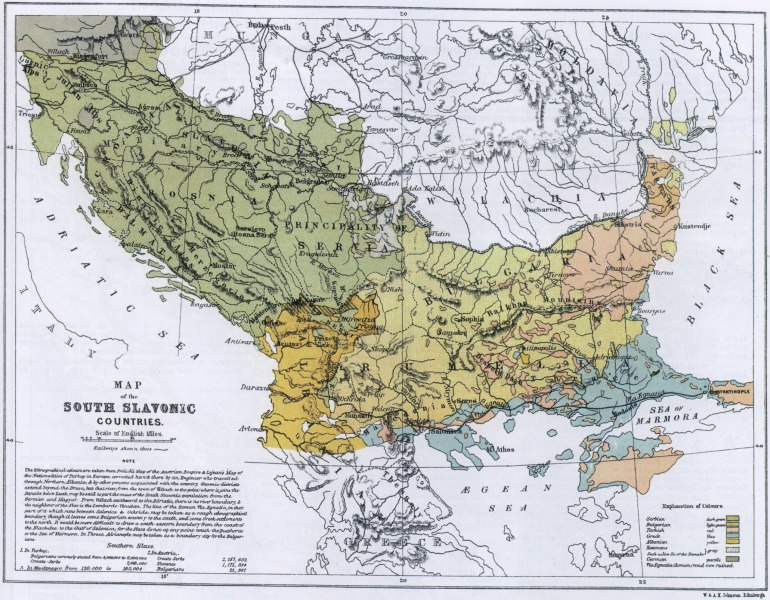
1867
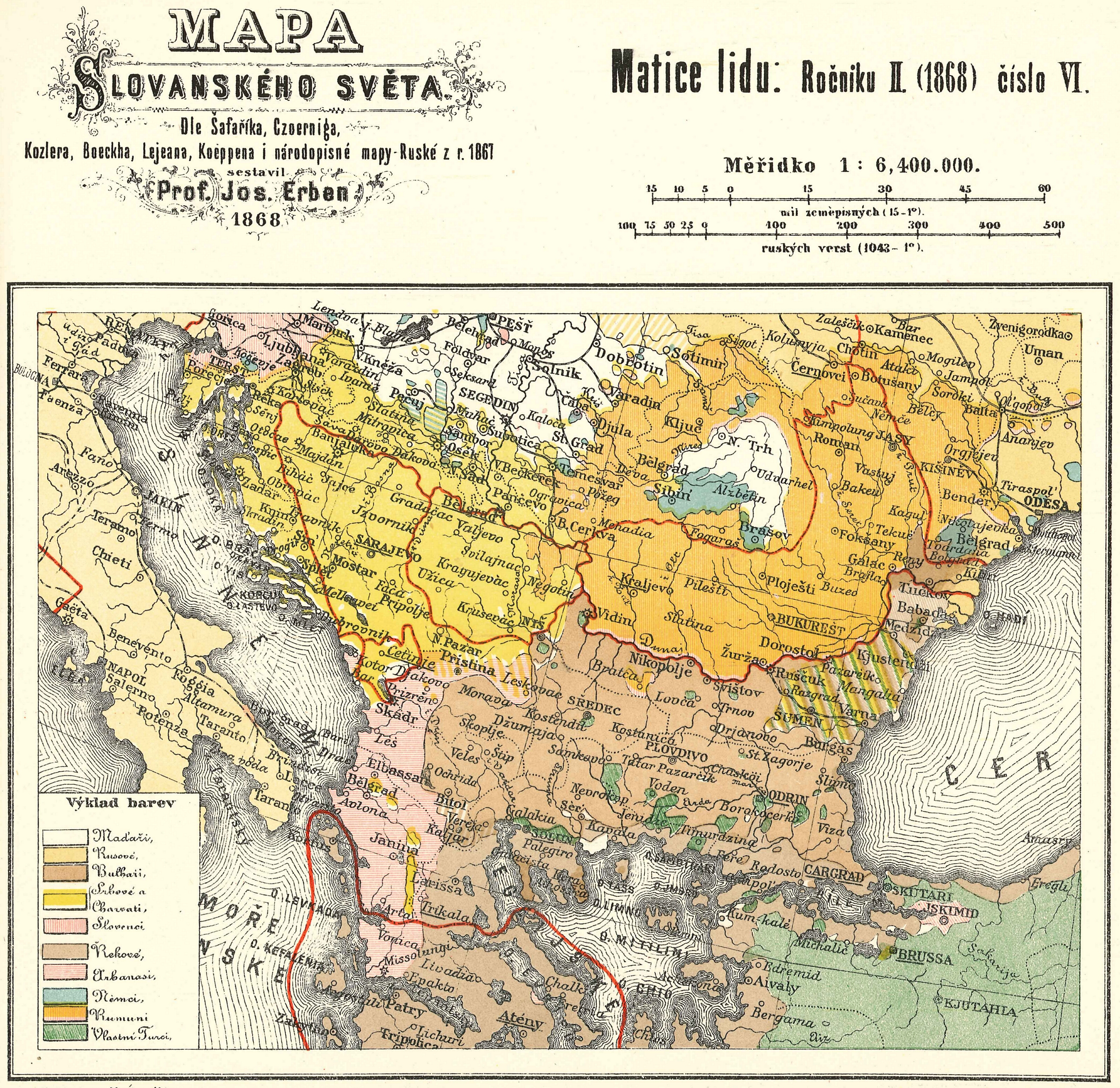
1868
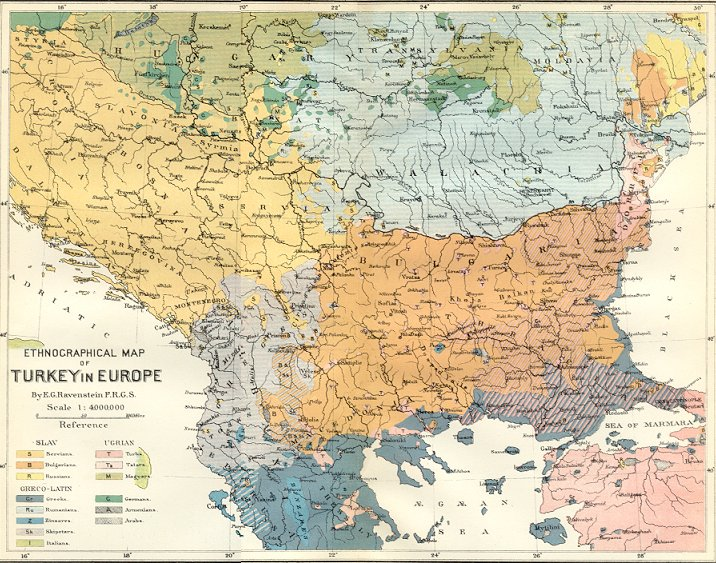
1880
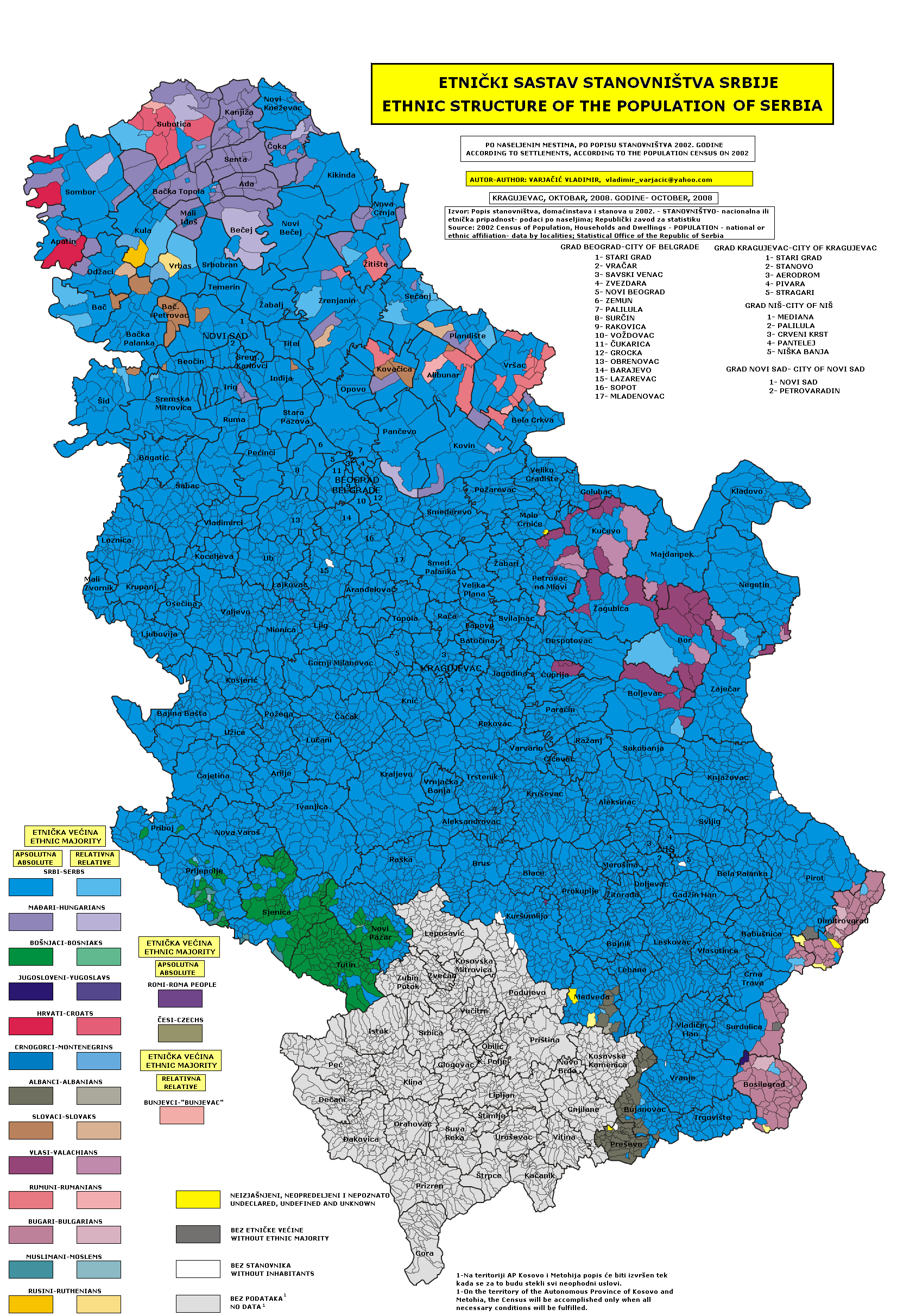
2002
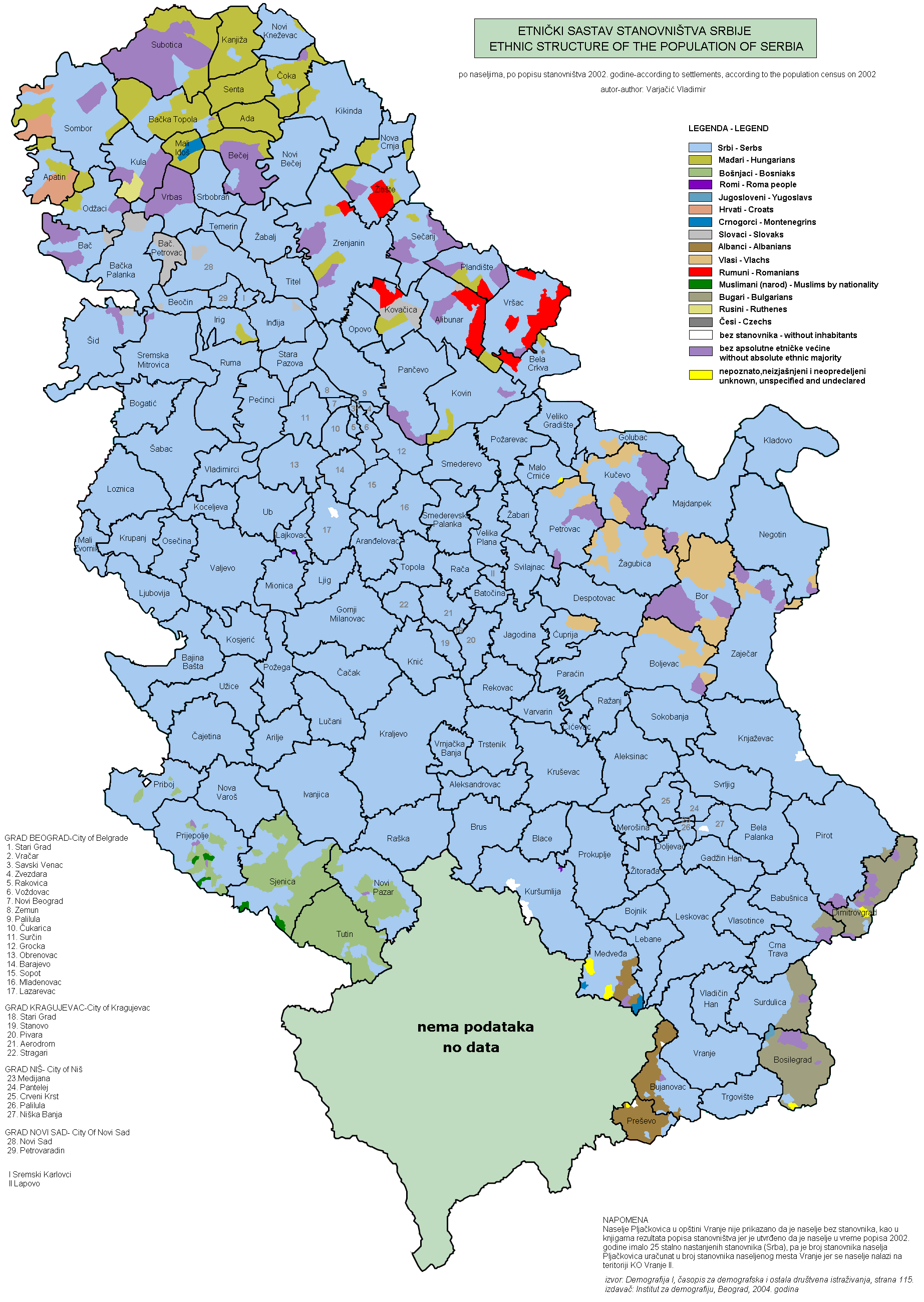
2002

### Gruppi etnici in Serbia (Kosovo incluso) nel 1991
| Serbi     | 66%   |
| Albanesi  | 15%   |
| Ungheresi | 3.5%  |
| altri     | 13.5% |

### Gruppi etnici in Serbia (Kosovo escluso) nel 2002
| Serbi              | 82.86% |
| Ungheresi          | 3.91%  |
| Bosniaci musulmani | 1.82%  |
| Rom                | 1.44%  |
| "Jugoslavi"        | 1.08%  |
| altri              | 9.79%  |

### Gruppi etnici nella Serbia centrale nel 2002
| Serbi              | 89.48% |
| Bosniaci musulmani | 2.48%  |
| Rom                | 1.45%  |
| Albanesi           | 1.10%  |
| altri              | 5.49%  |

### Gruppi etnici in Vojvodina nel 2002
| Serbi        | 65.05% |
| Ungheresi    | 14.28% |
| Slovacchi    | 2.79%  |
| Croati       | 2.78%  |
| "Jugoslavi"  | 2.45%  |
| Montenegrini | 1.75%  |
| Romeni       | 1.50%  |
| Rom          | 1.43%  |
| altri        | 7.97%  |

### Gruppi etnici in Kosovo (2000, stima)
| Albanesi        | 88% |
| Serbi           | 6%  |
| Musulmani Slavi | 3%  |
| Rom             | 2%  |
| Turchi          | 1%  |